# Echoes (álbum)
Echoes é o primeiro álbum completo da banda de dance-punk The Rapture, lançado em 2003.
O álbum rendeu muitos elogios no Pitchfork Media, tendo sido apontado como o melhor de 2003. Além disso, na contagem de melhores canções dos anos 2000, "I Need Your Love" ficou em 323ª e "House of Jealous Lovers" em 16ª. Foi ainda eleito o 35º melhor álbum na década pelo Resident Advisor. E a música "House of Jealous Lovers" ficou em sexto lugar na lista da NME para as 100 melhores da década.
| Críticas profissionais                                                      | Críticas profissionais |
| Avaliações da crítica                                                       | Avaliações da crítica  |
| Fonte                                                                       | Avaliação              |
| --------------------------------------------------------------------------- | ---------------------- |
| allmusic                                                                    | [ 4 ]                  |
| Pitchfork Media                                                             | [ 5 ]                  |
| Esta tabela precisa de ser acompanhada por texto em prosa. Consulte o guia. |                        |

## Faixas
| N.º | Título                    | Duração |  |
| 1.  | "Olio"                    | 5:20    |  |
| 2.  | "Heaven"                  | 3:47    |  |
| 3.  | "Open Up Your Heart"      | 5:22    |  |
| 4.  | "I Need Your Love"        | 4:39    |  |
| 5.  | "The Coming of Spring"    | 5:04    |  |
| 6.  | "House of Jealous Lovers" | 5:04    |  |
| 7.  | "Echoes"                  | 3:06    |  |
| 8.  | "Killing"                 | 3:37    |  |
| 9.  | "Sister Saviour"          | 3:51    |  |
| 10. | "Love Is All"             | 4:26    |  |
| 11. | "Infatuation"             | 5:01    |  |